# 7月1日 (旧暦)
旧暦7月1日（きゅうれきしちがつついたち）は、旧暦7月の1日目である。六曜は先勝である。

## できごと
- 大化元年（ユリウス暦645年7月29日） - 日本最初の元号、大化が実施される
- 弘安4年（閏7月）（ユリウス暦1281年8月16日） - 弘安の役が終結
- 明和4年（グレゴリオ暦1767年7月26日） - 徳川家治が田沼意次を側用人とする
- 天明7年（グレゴリオ暦1787年8月13日） - 江戸幕府老中・松平定信が、享保の改革に倣うよう各役人に訓戒。寛政の改革の始まり
- 嘉永6年（グレゴリオ暦1853年8月5日） - 老中阿部正弘、ペリーへの対応に関し、大名・幕臣に広く意見を求める。結果としては幕府の権威を失わせた。

## 誕生日
- 元和8年（グレゴリオ暦1622年8月7日） - 松平頼重、大名、高松藩初代藩主（+ 1695年）
- 天和元年（グレゴリオ暦1681年8月14日） - 浅野吉長、広島藩の第5代藩主（+ 1752年）
- 宝暦11年（グレゴリオ暦1761年8月1日） - 酒井抱一、絵師、姫路藩主酒井忠以の弟（+ 1829年）

## 忌日
- 垂仁天皇99年（ユリウス暦70年7月26日） - 垂仁天皇、11代天皇（* 紀元前70年）
- 宝亀元年（ユリウス暦770年7月27日） - 阿倍仲麻呂、遣唐留学生
- 天正13年（グレゴリオ暦1585年7月27日） - 一条兼定、土佐国の国司
- 元和8年（グレゴリオ暦1622年8月7日） - 支倉常長、仙台藩士・遣欧使節団長（* 1571年）